# Drama (Bizzey & Boef)
Drama is een lied van de Nederlandse rapper Bizzey en de Algerijns-Franse rapper Boef. Het werd in 2018 als single uitgebracht.

## Achtergrond
Drama is geschreven door Leo Roelandschap, Sofiane Boussaadia en Felix Laman en geproduceerd door Yung Felix. Het is een nummer uit het genre nederhop. In het lied rappen de artiesten over hoe zij zijn. Het is de eerste en enige keer dat de twee artiesten met elkaar samenwerken. De single heeft in Nederland de platina status.

## Hitnoteringen
De artiesten hadden succes met het lied in de hitlijsten van Nederland. Het piekte op de eerste plaats van de Nederlandse Single Top 100 en stond drie weken op deze positie. In totaal stond het 34 weken in deze hitlijst. Er was geen notering in de Nederlandse Top 40; het kwam hier tot de vierde positie van de Tipparade. Ook de Vlaamse Ultratop 50 werd niet bereikt. Wel kwam het tot de vijfde plek van de Ultratip 100.